# Myosotis tuxeniana
Myosotis tuxeniana är en strävbladig växtart som först beskrevs av O. Bolós och Josep Vigo Bonada, och fick sitt nu gällande namn av O. Bolós och Josep Vigo Bonada. Myosotis tuxeniana ingår i släktet förgätmigejer, och familjen strävbladiga växter. Inga underarter finns listade i Catalogue of Life.